# Hundestaffel

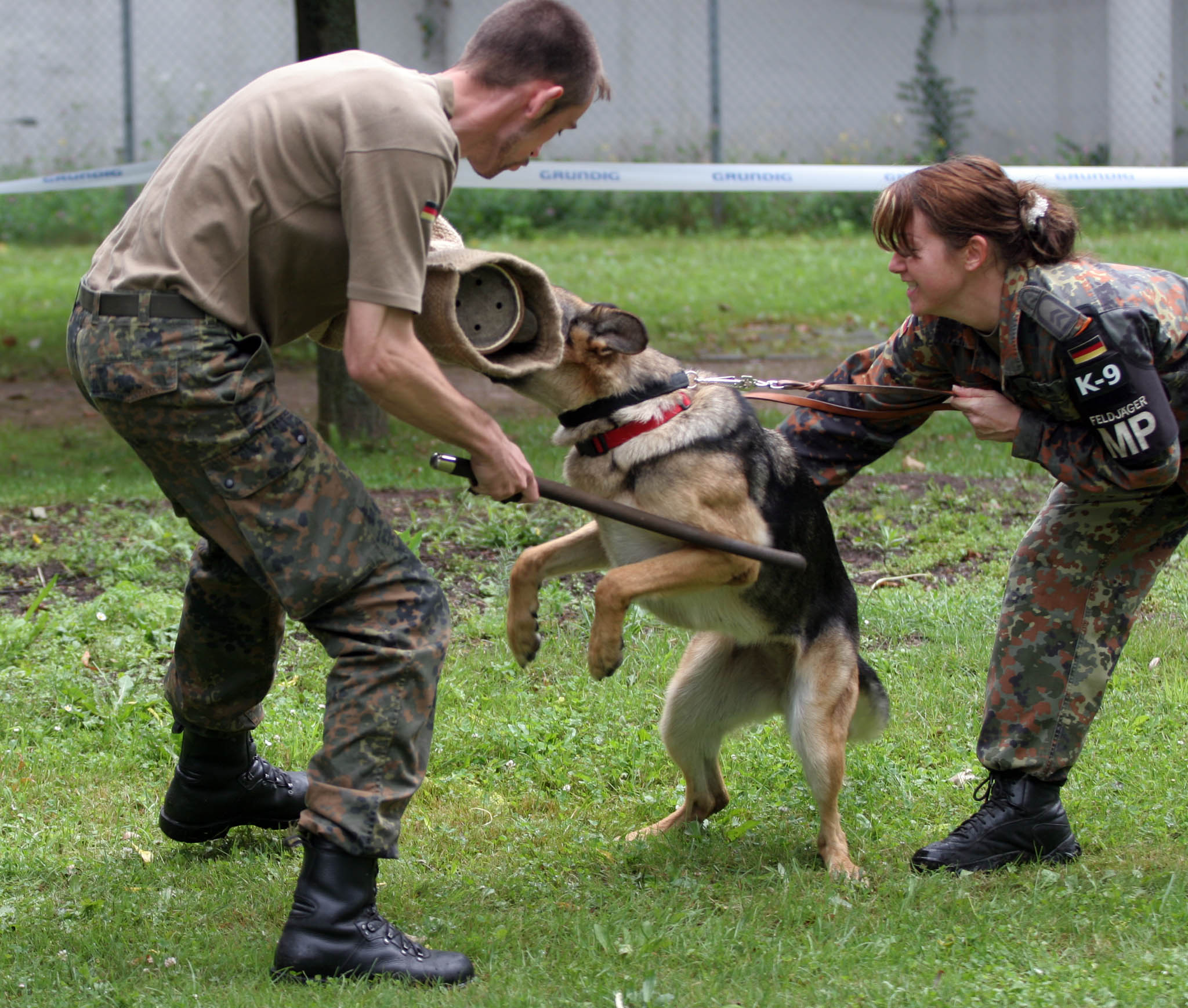
Vorführung von Feldjägern der Deutschen Bundeswehr

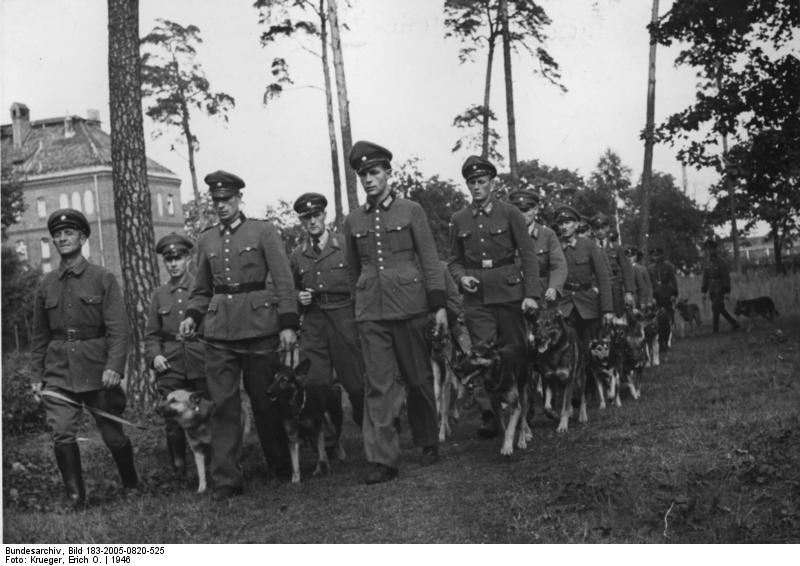
Polizei-Hundeschule Berlin/Tegel 1946. Die Hundeführer mit ihren Hunden auf dem Marsch.

Hundestaffel bezeichnet eine Personengruppe, die mit ausgebildeten Hunden zu bestimmten Einsatzzwecken arbeitet. Je nach Einsatzbereich unterscheidet man beispielsweise Rettungshundestaffeln, Lawinenhundestaffeln, Polizeihundestaffeln, Kriegshundestaffeln. Viele Diensthundeführer sind mit ihren Diensthunden in Hundestaffeln organisiert.
Meist sind Hundestaffeln nach militärischen Prinzipien organisiert. Im internationalen Einsatz ist die Kurzbezeichnung K9 üblich. Das Tätigkeitsabzeichen wird einheitlich von allen Hundeführern der Bundeswehr getragen. Diese gibt es für alle Verwendungen.

## Erster Weltkrieg
Bereits ab 1914 wurden in Frankreich Sanitätshunde zum Aufspüren verwundeter Soldaten eingesetzt.
Im Ersten Weltkrieg wurden in der österreichisch-ungarischen Armee Kriegshundestaffeln für unterschiedlichste Aufgaben eingesetzt. An der Südwest-Front in den Alpen versorgten Hundestaffeln als Wasserträger vorgeschobene Posten im hochalpinen Gelände oder wurden im Rahmen der Kriegszughundeabteilung als Zugtiere vor Infanteriegeschützen oder für den Nachschub und als Meldehunde verwendet.

## Zweiter Weltkrieg
Auch im Zweiten Weltkrieg wurden Hunde auf allen Kriegsschauplätzen eingesetzt. Hundestaffeln spielten bei der Bewachung von Munitionsdepots, aber auch von Konzentrationslagern eine wesentliche Rolle (siehe Diensthunde in Konzentrationslagern).

## Österreich
In Österreich gibt es Hundestaffeln der Polizei, des Zolls, des Militärs und zivile Hundestaffeln vom österreichischen Roten Kreuz, dem österreichischen Bergrettungsdienst und in manchen Bundesländern die österreichische Rettungshundebrigade.

### Die österreichische Militärhundestaffel
Die österreichische Militärhundestaffel (Abk.: MilHuSta) Kaisersteinbruch wurde 1964 aufgestellt und 2007 in Militärhundezentrum Kaisersteinbruch umbenannt. Eingesetzt werden vor allem Rottweiler aus der eigenen Zucht, welche 90 % des Gesamtbestandes ausmachen, aber auch beispielsweise deutsche und belgische Schäferhunde. Das Militärhundezentrum ist nach eigenen Angaben mit über 1800 gezüchteten und eingesetzten Hunden die größte Rottweilerzucht der Welt.

### Die österreichische Rettungshundebrigade
In Österreich sind seit 1966 Hundestaffeln mit Rettungshunden in der österreichischen Rettungshundebrigade organisiert, die in einigen Bundesländern als Einsatzorganisation anerkannt ist. Teams dieser Hundestaffel werden bei Lawinenabgängen, Unfällen und Katastrophen, wie Erdbeben, zur Suche nach Verschütteten oder Vermissten eingesetzt. Dabei sind auch Einsätze im Ausland keine Seltenheit.